# Vladimir Ze’ev Khanin
Vladimir Ze’ev Khanin (hebräisch ולדימיר זאב חנין; * 1959 in Saporischschja, Ukrainische SSR) ist ein israelischer Politologe und Hochschullehrer. Er ist leitender Wissenschaftler im Ministerium für Alija und Integration. Er ist Dozent an der religiös-zionistischen Bar-Ilan-Universität (in Ramat Gan, im Bezirk Tel Aviv) und lehrt auch an der Universität Tel Aviv sowie als Gastwissenschaftler an verschiedenen anderen Universitäten im In- und Ausland.

## Leben
Khanin wurde 1959 in Saporischschja in der Ukraine geboren. 1981 schloss er sein Studium der Geschichte und der Anglistik am Staatlichen Pädagogischen Institut K.D. Uschinski in Jaroslawl ab. 1989 promovierte er am Afrika-Institut der Akademie der Wissenschaften der UdSSR in Moskau und verteidigte seine Dissertation über die Beziehungen zwischen politischen Parteien und informellen Machtstrukturen im Osten.
Im Jahr 1991 erhielt er als Stipendiat der Soros-Stiftung und des British Council on Cultural Relations ein Post-Doc-Stipendium am Institut für Russland- und UdSSR-Studien der Universität Oxford. In den Jahren 1981–1992 unterrichtete er an Schulen und Universitäten und leitete das wissenschaftliche Forschungszentrum in der Regionalverwaltung von Saporischschja. Nach seinem Umzug nach Israel im Jahr 1992, wo er in Politikwissenschaften promovierte, arbeitete er als Dozent und Forscher an der Abteilung für Geschichte des Nahen Ostens und Afrikas und am Cummings Center for Russian and East European Studies der Universität Tel Aviv und für eine Reihe anderer akademischer und Forschungseinrichtungen gearbeitet. Derzeit ist er Dozent am Fachbereich Politikwissenschaft und Forscher am Lookstein Center for Jewish Education in the Diaspora an der Bar-Ilan-Universität. Er ist Mitglied des Lehrkörpers des Jerusalem Center for Public Affairs und Direktor des Israel-Studienprogramms am Chase Center for Jewish Studies der Hebräischen Universität Jerusalem. Er ist Berater der Bildungsabteilung der Jewish Agency for Israel (Sokhnut) und politischer Kommentator für israelische Radio- und Fernsehsender.
Einer seiner Arbeitsschwerpunkte bildet das Judentum und die organisierten jüdischen Bewegungen in der UdSSR/GUS nach dem Zweiten Weltkrieg, insbesondere in der Ukraine. Zu seinen Forschungsinteressen zählen Politikwissenschaft, vergleichende und ethnische Politik, Israelische Regierung und Politik, Osteuropäische und Dritte-Welt-Politik, Soziologie, Politik und Geschichte der jüdischen Gemeinden Osteuropas.
Eine seiner jüngeren Publikationen, From Russia to Israel – And Back?: Contemporary Transnational Russian Israeli Diaspora (2022), ist eine Studie über israelische russischsprachige Emigrantengemeinschaften in verschiedenen Regionen der Welt, sie analysiert diese spezifische jüdisch-israelische Diasporagruppe und untersucht die Siedlungsmuster israelisch-russischsprachiger Emigranten.
In einem anderen Artikel (2014) befasst er sich mit der heutigen Rolle und dem Status des Jiddischen am Beispiel der Ukraine, wo die Tradition dieser Sprache trotz der Härten und Schwierigkeiten des vergangenen Jahrhunderts nie gebrochen wurde.

## Publikationen (Auswahl)
- Vladimir Ze'ev Khanin: From Russia to Israel – and back? Europäisch-jüdische Studien – Beiträge, 49 Berlin: De Gruyter Oldenbourg 2022
- Vladimir (Ze'ev) Khanin: Yiddish: Identity and Language Politics in the Post-Sowjet Ukrainian jewish Community, S. 425 ff., in: Yohanan Petrovsky-Shtern und Antony Polonsky (Hrsg.): Polin: Studies in Polish Jewry. Volume 26, Jews and Ukrainians. 2014 (Online-Teilansicht)
- Vladimir Khanin: Judaism and Organized Jewish Movements in the USSR/CIS after World War II: The Ukrainian Case. Jewish Political Studies Review Vol. 11, No. 1/2, "Religion in the Public Square: Within the Jewish People" (Spring 1999), S. 75–100. Jerusalem Center for Public Affairs (in Teilansicht)